# Ófelnémet Izidor
Az Ófelnémet Izidor Sevillai Szent Izidor írásainak ófelnémet nyelvű fordítása, amelyet a 8. század végén jegyeztek fel Lotaringiában. A fordító neve ismeretlen. 

## Keletkezése és felépítése
A fordítás egyes részei maradtak fenn, és Szent Izidor De fide catholica contra Iudaeos című szövegét követi, amelyben arról van szó, hogy a Messiásról szóló jövendölések Krisztusra vonatkoznak, és nem a zsidók a választott nép, hanem a pogányok. Ezt követi Máté evangéliumának töredékes fordítása, valamint prédikációk, illetve több prédikáció szintén töredékes maradványa.
A kutatók mai álláspontja szerint az egész szöveg fennmaradt töredékeit egyetlen ember fordította, aki valószínűleg Nagy Károly megbízásából vagy egyenesen annak udvarán dolgozott, a szöveg ugyanis egységes helyesírást követ, és a korabeli szokványos szó szerinti fordítások minőségét messze felülmúlja. Az Ófelnémet Taciánusz mellett az Izidor a korszak másik nagy fordítói teljesítménye. A fennmaradt példány egy kétnyelvű kézirat a párizsi nemzeti könyvtárban (Paris. lat. 2326). Az összesen 79 oldalas kézirat a 22 r - lapon megszakad.

## Szövegrészlet
4. fejezet (részlet) latinul, ófelnémet fordítás, modern német fordítás ill. magyar fordítás:
| DE TRINITATIS SIGNIFICANTIA Patet ueteris testamenti apicibus patrem et filium et spiritum sanctum esse deum. Sed hinc isti filium et spiritum sanctum non pu- tant esse deum eo, quod in monte Sina uocem dei in- tonantis audierint: „Audi, Israhel, dominus deus tuus deus unus est.“ | HEAR QUHIDIT UMBI DHEA BAUHNUNGA DHERO DHRIO- HEIDEO GOTES Araugit ist in dhes aldin uuizssodes boohhum, dhazs fater endi sunu endi heilac gheist got sii. Oh dhes sindun unchi- laubun Iudeoliudi, dhazs sunu endi heilac gheist got sii, bidhiu huuanda sie chi- hordon gotes stimna hluda in Sinaberge quhedhenda: „Chihori dhu, Israhel, druh- tin got dhin ist eino got.“ | HIER SPRICHT (ISIDOR) VON DEN KENNZEICHEN DER DREIFALTIGKEIT GOTTES In den Büchern des Alten Testaments wird geoffenbart, dass Vater, Sohn und heiliger Geist Gott sind. Doch die Juden glauben nicht daran, dass der Sohn und der heilige Geist Gott sind, weil sie sich darauf berufen, auf dem Berg Sinai Gottes Stimme laut und deutlich gehört zu haben: „Höre Israel, nur dein Herr, dein Gott, ist Gott.“ | IGY SZÓL (IZIDOR) ISTEN SZENTHÁROMSÁGÁNAK JELLEMZŐIRŐL Az Ószövetség könyveiben kinyilatkoztatik, hogy az Atya, a Fiú és a Szent Lélek Isten De a zsidók nem hiszik, hogy a Fiú és A Szent Lélek is Isten, arra hivatkoznak ugyanis, hogy Őt a Sínai hegyekben jól érthetően és egyértelműen hallották: „Halld Izrael, csak a te Urad Istened az egy igaz Isten.“ |